# Mammillaria densispina
Mammillaria densispina är en kaktusväxtart som först beskrevs av John Merle Coulter, och fick sitt nu gällande namn av Charles Russell Orcutt. Mammillaria densispina ingår i släktet Mammillaria och familjen kaktusväxter. Inga underarter finns listade i Catalogue of Life.

## Bildgalleri

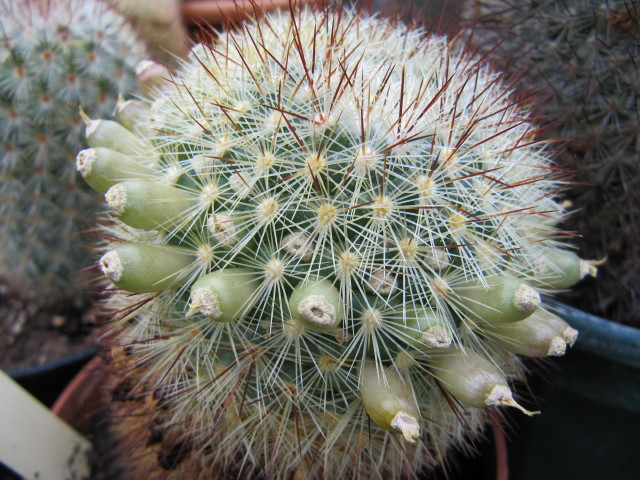
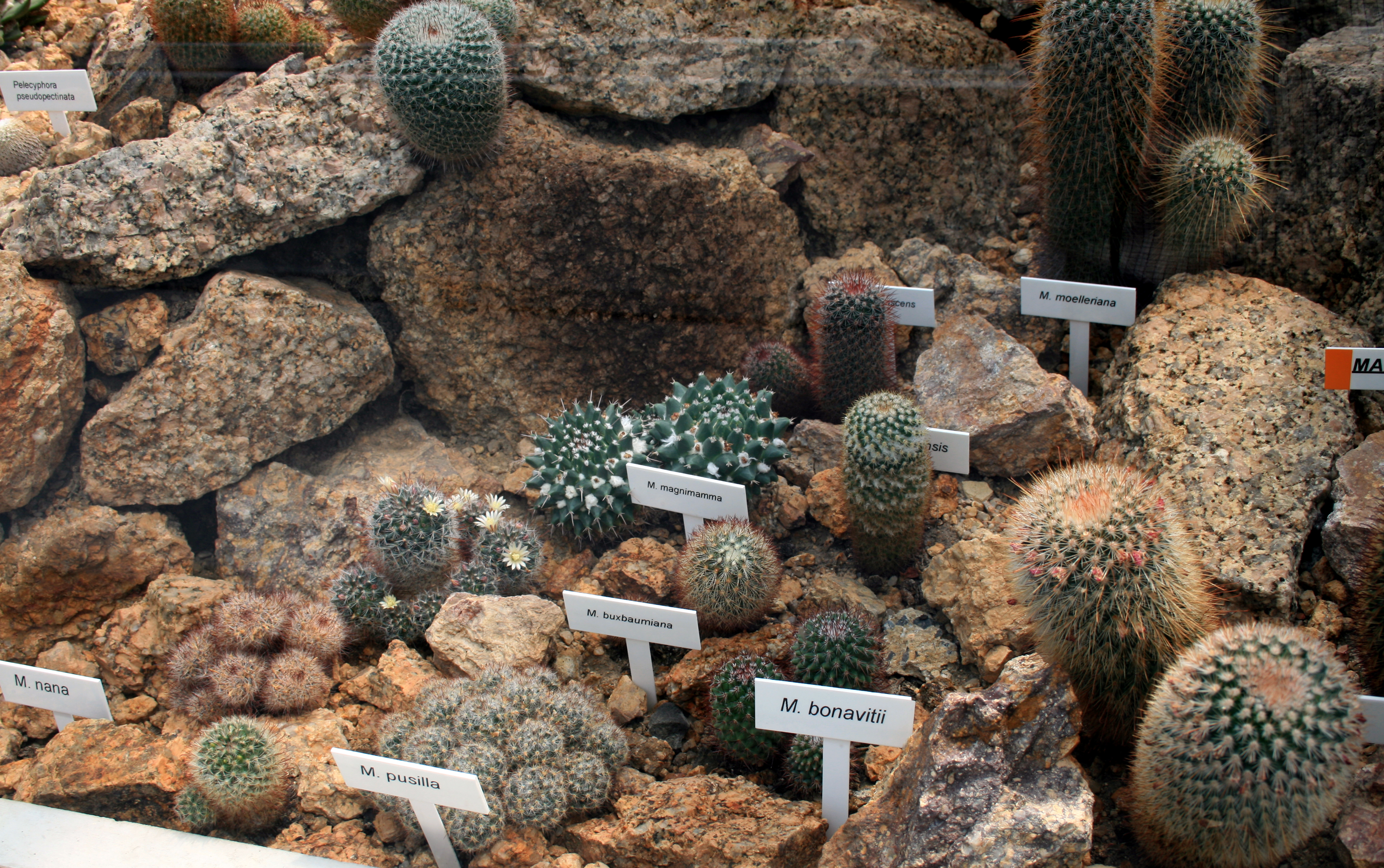
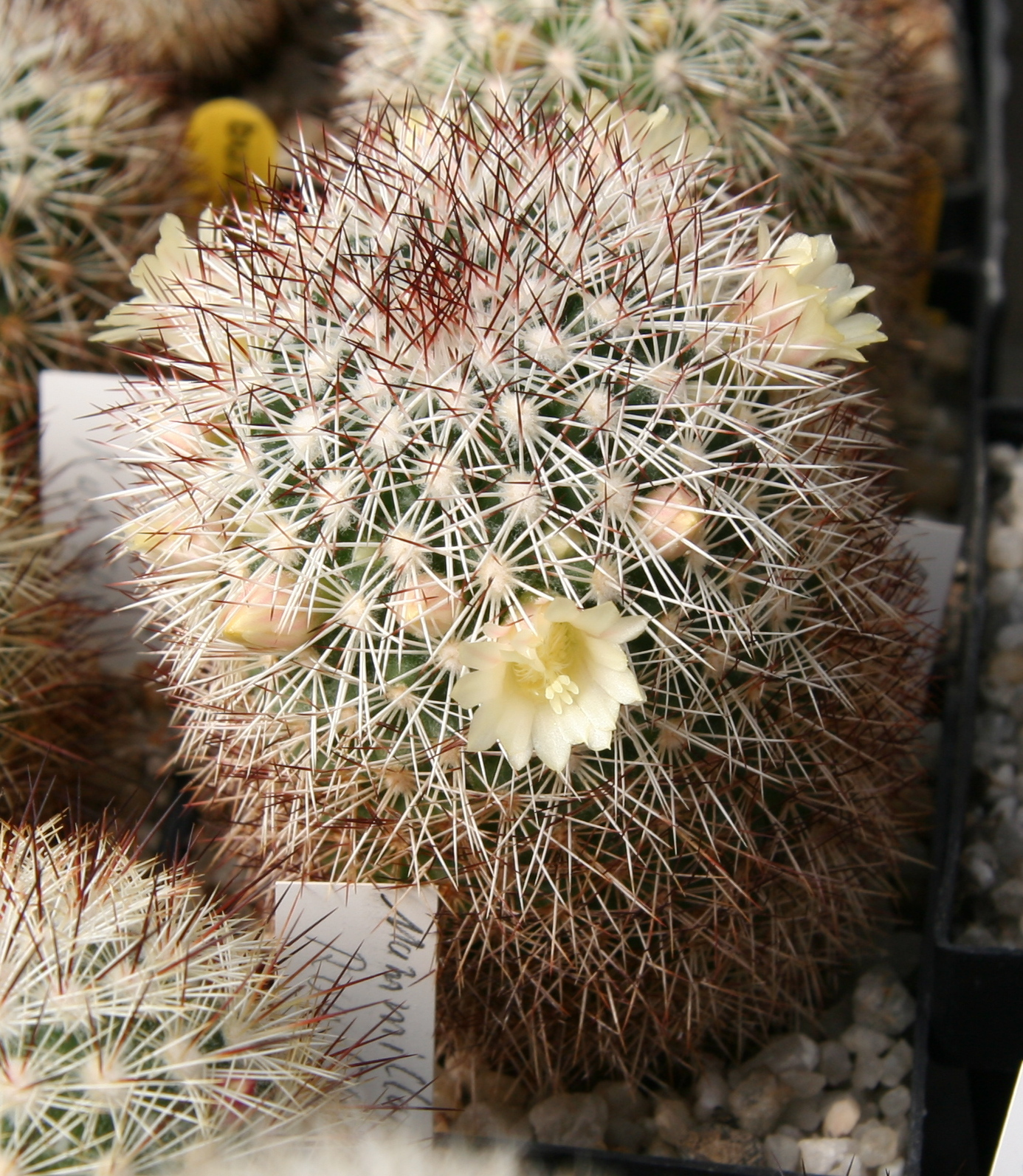